# Lolo Elwin
Lolo Elwin, född Marie-Louise Elwin den 5 augusti 1961, är en svensk skådespelare, sångare, artist och musiker.

## Biografi
Lolo Elwin är utbildad vid Teaterhögskolan i Stockholm, Teaterstudion och Birkagårdensfolkhögskolas teaterlinje och har arbetat som skådespelare sedan 1981. Hon har arbetat på bland annat Galeasen, Mitt i prick-teatern, Riksteatern, Gävlefolkteatern, Romateatern, Unga Romateatern, Dramaten, Teater Brunnsgatan 4, Momentteatern, Borås stadsteater, Sörmlands musik och teater, Uppsala Stadsteater, Kilen och Unga Klara. Elwin är idëgivare till Processteaterns pjäs PAPPA ett drama av och med 8 döttrar, en pjäs som spelades på Kilen 2006. Hon medverkade även i MAMMA ett drama om 8 döttrar och deras mödrar som spelades 2010 på Unga Klara. En uppmärksammad roll var Åsa Walldau i pjäsen Knutby på Uppsala stadsteater. 
Elwin spelar violin och sjunger.

## Filmografi
- 1987 – Dream Bar
- 1996 – Istider
- 1997 – Snoken
- 2000 – Livet är en schlager
- 2002 – Skeppsholmen (TV-serie)
- 2004 – Falla vackert
- 2006 – Dildo
- 2010 – Den fördömde (TV-serie)
- 2020 – Hamilton (TV-serie)

## Teater

### Roller
| År   | Roll                      | Produktion                                                                     | Regi                           | Teater              |
| ---- | ------------------------- | ------------------------------------------------------------------------------ | ------------------------------ | ------------------- |
| 2009 |                           | Soundtrack of your life                                                        | Linus Tunström Tomas Alfredson | Uppsala stadsteater |
| 2009 | Åsa Waldau                | Knutby Malin Lagerlöf                                                          | Eva Dahlman                    | Uppsala stadsteater |
| 2011 | Mrs Peachum               | Tolvskillingsoperan (Die Dreigroschenoper) Bertolt Brecht och Kurt Weill       | Dennis Sandin                  | Uppsala stadsteater |
| 2012 |                           | Fanny och Alexander Ingmar Bergman                                             | Linus Tunström                 | Uppsala stadsteater |
| 2013 | Gertrud                   | Hamlet William Shakespeare                                                     | Linus Tunström                 | Uppsala stadsteater |
| 2015 | Leïla Ben Ali             | Diktatorsfruar (Ich bin wie ihr, ich liebe Äpfel) Theresia Walser              | Sunil Munshi                   | Uppsala stadsteater |
| 2016 |                           | Kung Lear (King Lear) William Shakespeare                                      | Linus Tunström                 | Uppsala stadsteater |
| 2017 |                           | Löwensköldska ringen Selma Lagerlöf                                            | Anna Azcárate                  | Uppsala stadsteater |
| 2018 |                           | Rickard III (The Life and Death of King Richard the Third) William Shakespeare | Kjersti Horn                   | Uppsala stadsteater |
| 2019 |                           | Kul med en kvinna! Alma Kirlic                                                 | Karin Enberg                   | Uppsala stadsteater |
| 2020 |                           | Århundradets kärlekssaga Märta Tikkanen                                        | Hedvig Claesson                | Uppsala stadsteater |
| 2020 | Polina Andrejevna         | Måsen (Чайка, Tjajka) Anton Tjechov                                            | Dennis Sandin                  | Uppsala stadsteater |
| 2021 | Fatima, styrman (en häst) | Djur som hatar människor Erik Gedeon                                           | Erik Gedeon                    | Uppsala stadsteater |
| 2022 |                           | I taket lyser stjärnorna Johanna Thydell                                       | Rosanne Berjawi                | Uppsala stadsteater |